# Taeromys callitrichus
Taeromys callitrichus é uma espécie de roedor da família Muridae.
Apenas pode ser encontrada na Indonésia.